# Ехсараурфосс
Ехсараурфосс (ісл. Öxarárfoss) — водоспад на річці Ехсарау на території національного парку Тінгветлір на південному заході Ісландії. Висота водоспаду - 20 м.

## Галерея

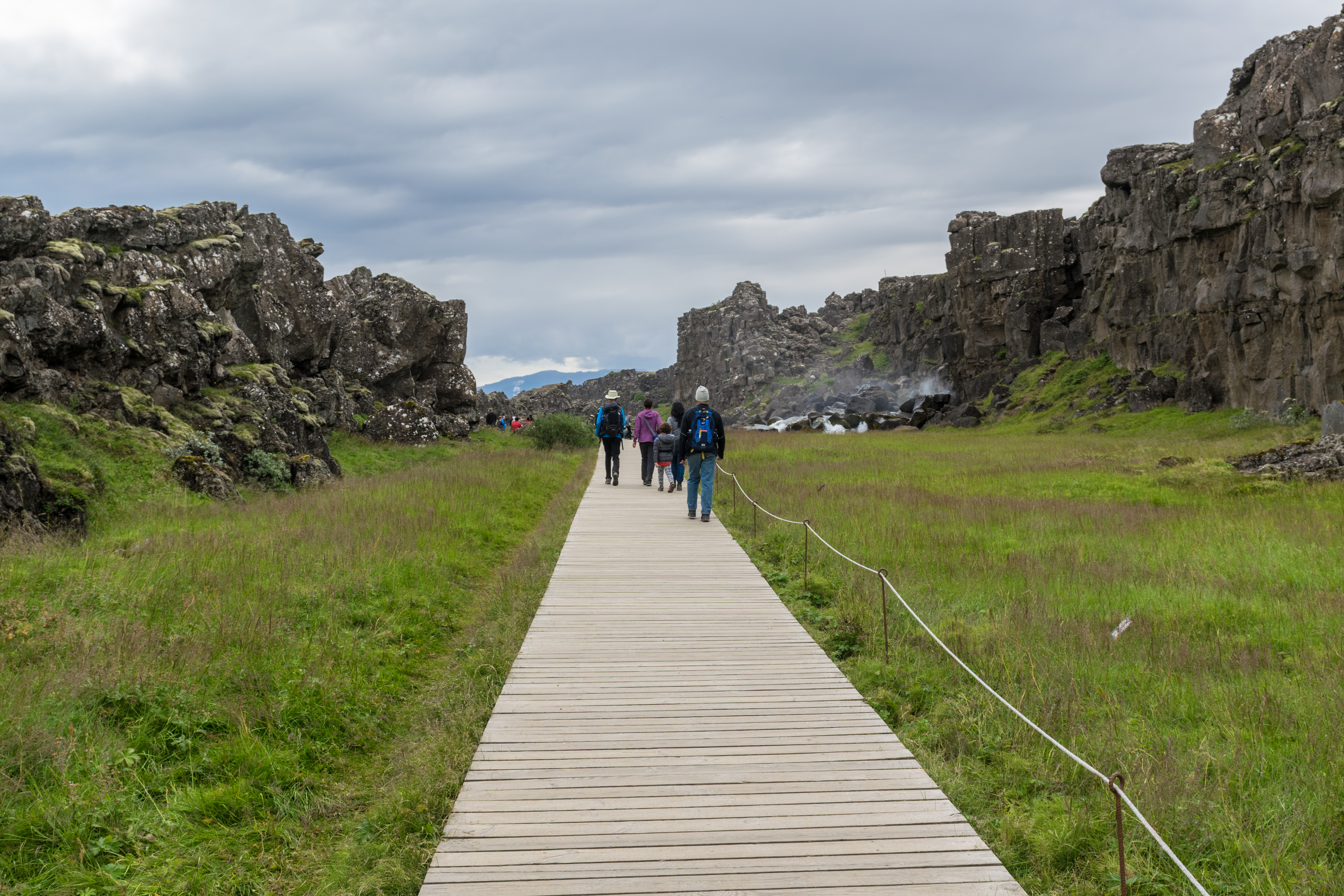
Дорога до водоспаду
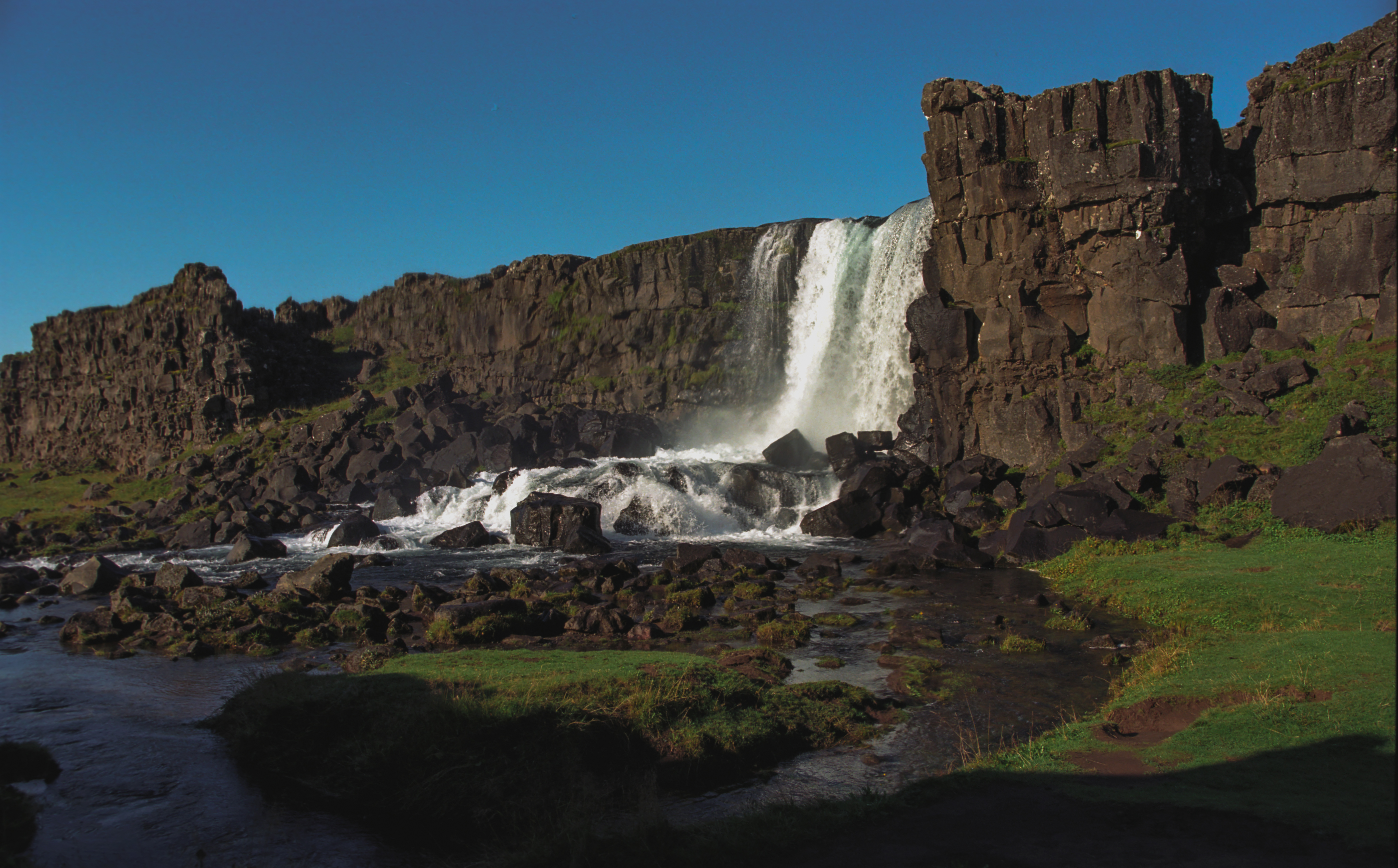
Водоспад у вересні 2003 року
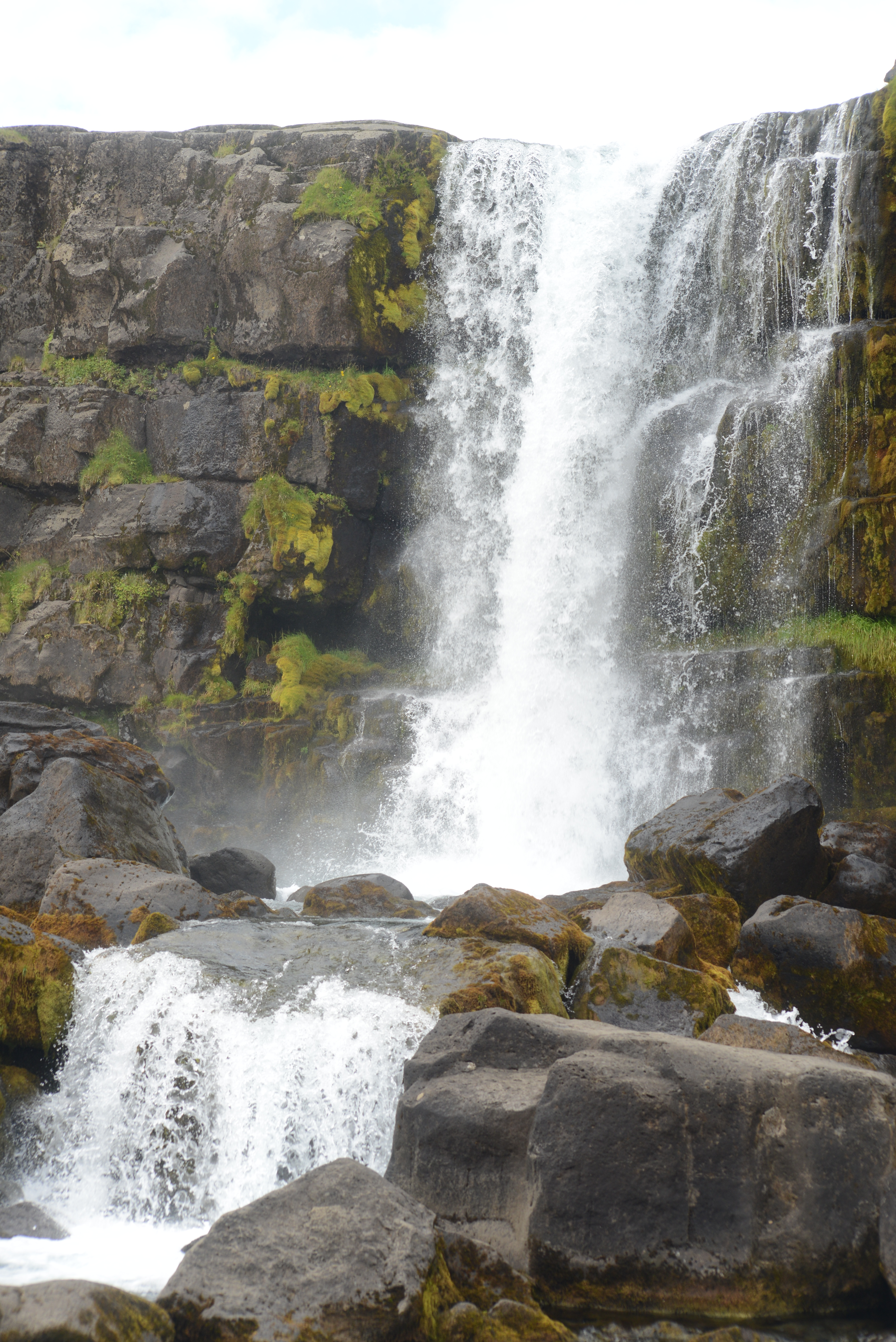
Водоспад у серпні 2016 року
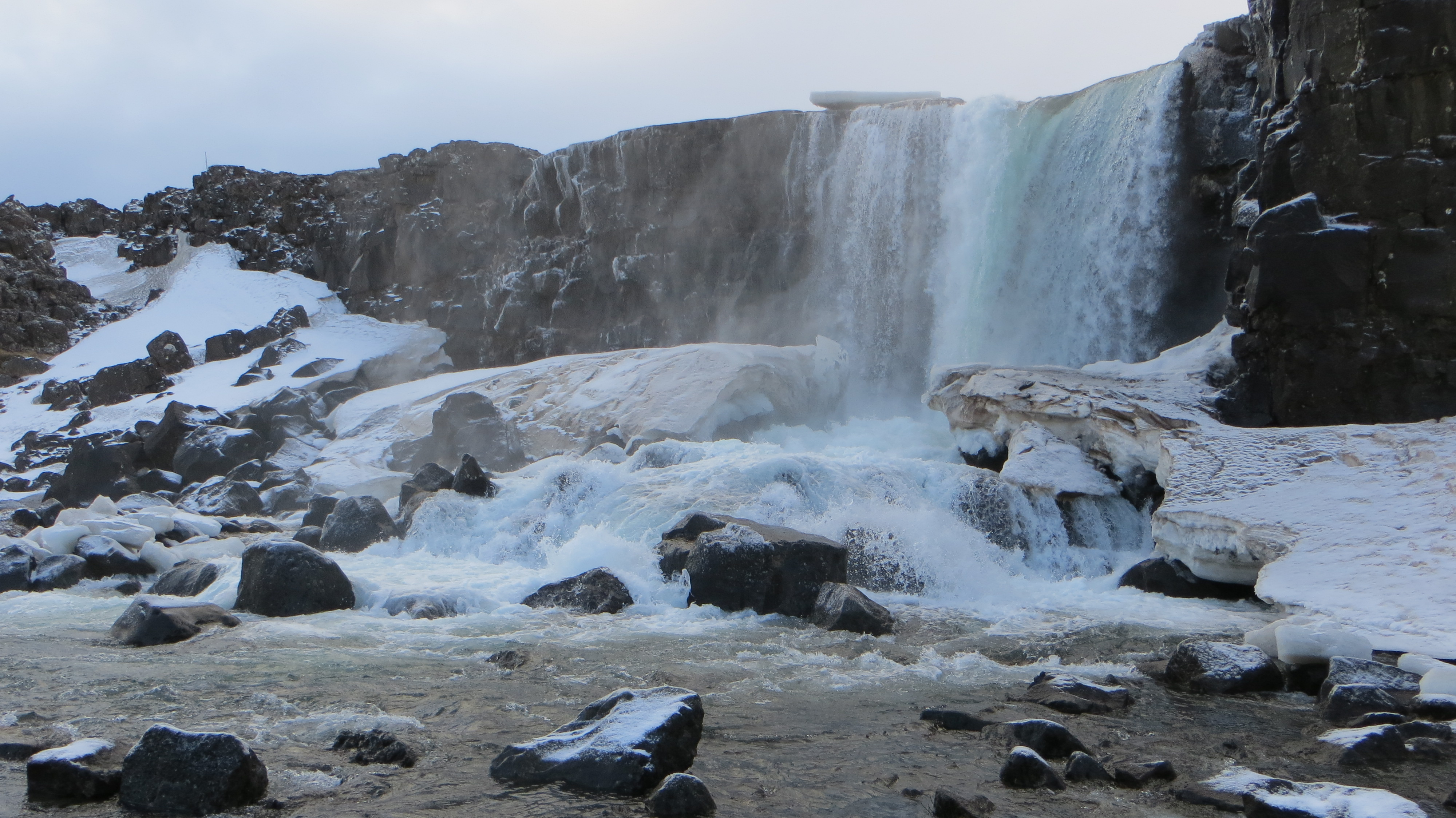
Водоспад у лютому 2020 року